# João Gaspar Simões

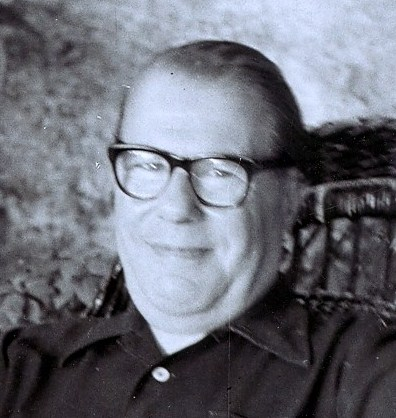
João Gaspar Simões, 1963

João Gaspar Simões (* 25. Februar 1903 in Figueira da Foz, Portugal; † 6. Januar 1987 in Lissabon) war ein bedeutender portugiesischer Schriftsteller der zweiten Generation des Modernismus in Portugal. Er war auch Dramatiker, Romancier, Literaturwissenschaftler und Essayist.

## Leben
Simões wurde 1903 in der portugiesischen Hafenstadt Figueira da Foz geboren. Er studierte von 1921 bis 1932 Rechtswissenschaften an der Universität Coimbra, brach aber 1932 sein Studium ohne Abschluss ab.
1927 gründete er zusammen mit José Régio in Coimbra die Zeitschrift Presença, die ein Sprachrohr des Zweiten Modernismus in Portugal wurde. Simões war auch eng mit dem in Südafrika aufgewachsenen Fernando Pessoa befreundet. Er schrieb zahlreiche Biographien über bedeutende portugiesische Autoren, unter anderem über Eça de Queirós und Fernando Pessoa.
Sein Werk ist bisher nicht ins Deutsche übertragen worden.
Seit 2010 vergibt die Stadt Figueira da Foz alle zwei Jahre den nach ihm benannten Literaturpreis Prémio Literário João Gaspar Simões.

## Werke (Auswahl)
- Pantano, Roman, 1940
- Eça de Queirós, a obra e o homem (Eca de Queiros, das Werk und der Mann), Biographie, 1945
- Vida e Obra de Fernando Pessoa (Leben und Werk von Fernando Pessoa), Biographie, 1950
- História de Literatura: História de Poesia, 3 Bände. 1955–1959